# Botrychium strictum
Botrychium strictum är en låsbräkenväxtart som beskrevs av Underw. Botrychium strictum ingår i släktet låsbräknar, och familjen låsbräkenväxter. Inga underarter finns listade i Catalogue of Life.